# Effie Hegermann-Lindencrone

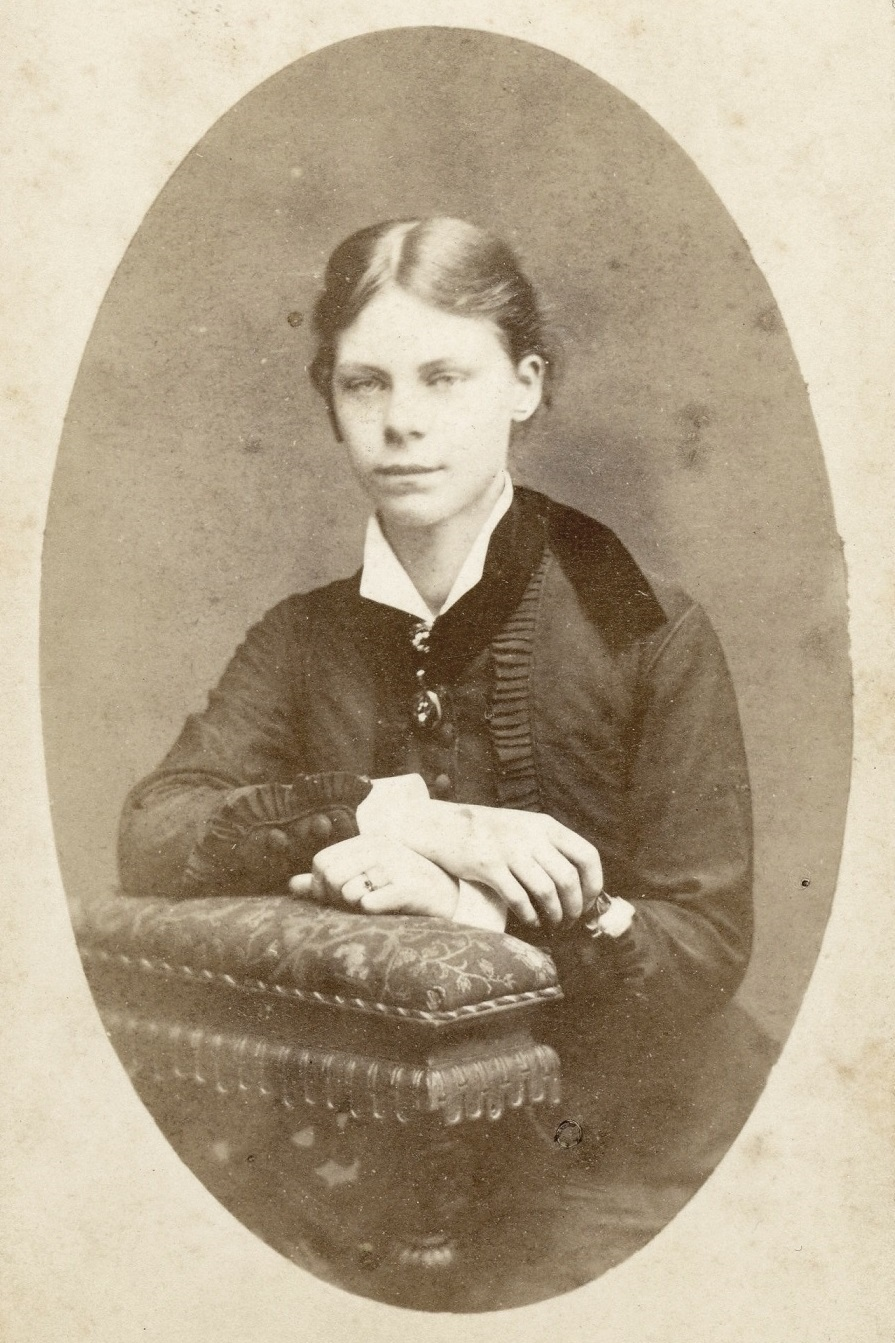
Effie Hegermann-Lindencrone, 1879, Fotograf: Lars Dinesen

Effie Frederikke Nicoline Octavia Hegermann-Lindencrone (* 27. August 1860 in Hillerød; † 17. Dezember 1945 in Frederiksberg) war eine dänische Keramikerin und Porzellanmalerin.

## Herkunft und Ausbildung
Effie Hegermann-Lindencrone war die Tochter des adeligen Offiziers, Oberst Diderik William Hegermann-Lindencrone (1817–1885) und seiner Ehefrau Amalie Wilhelmine Sehested (1831–1928).

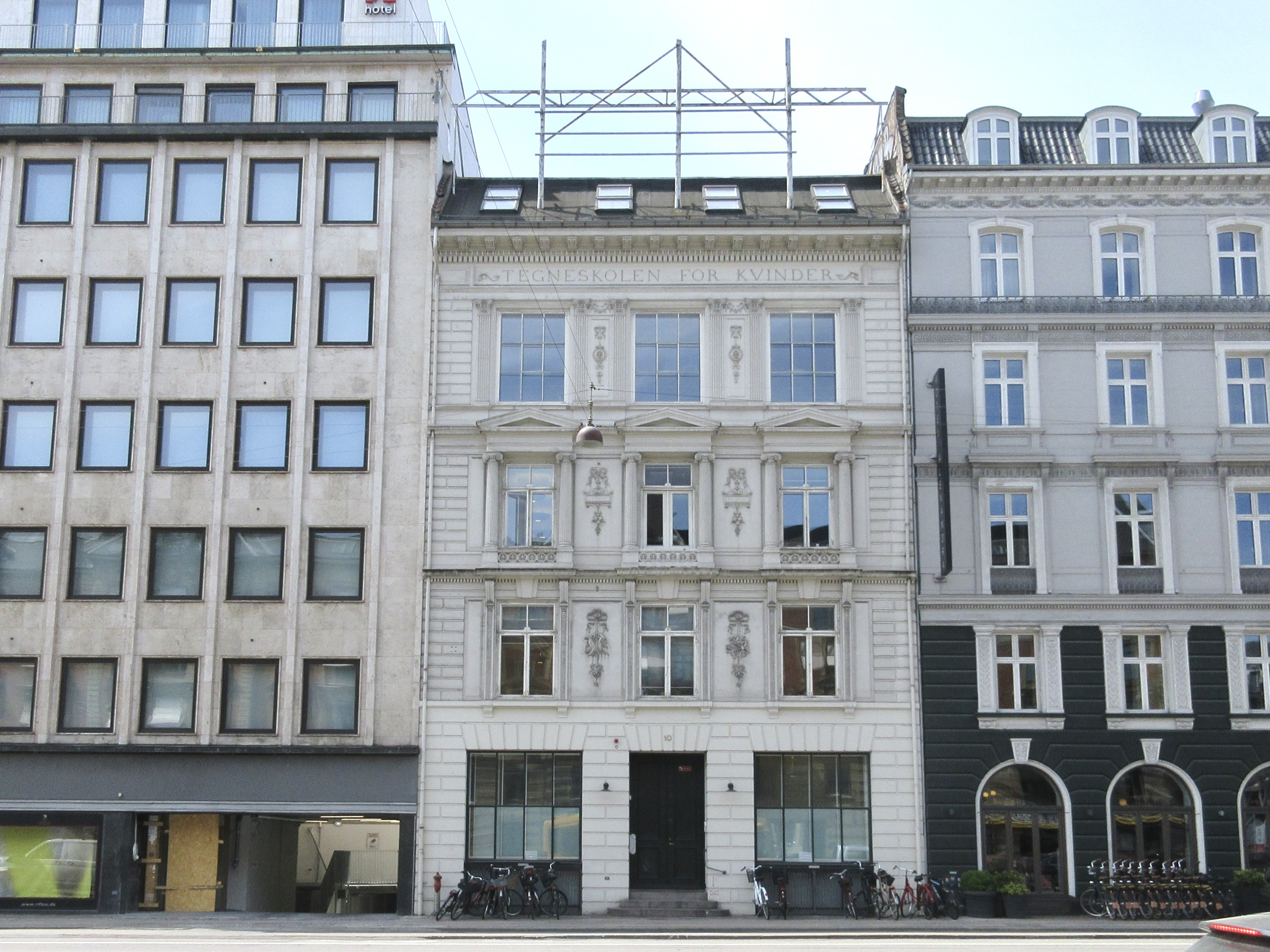
Zeichenschule für Frauen, H.C. Andersens Boulevard 10, Kopenhagen (Entwurf:Vilhelm Klein)

Sie wurde 1880–1885 an der Tegneskolen for Kvinder (deutsch Zeichenschule für Frauen), später der Tegne- og Kunstindustriskolen for Kvinder (deutsch Zeichen- und Kunstgewerbeschule für Frauen) ausgebildet unter anderem von Pietro Krohn als Lehrer. An der Schule lernte sie Fanny Garde (* 20. Februar 1855 in Nørre Løgum sg.; † 29. April 1928 in Kopenhagen) kennen, mit der sie über die Jahre sehr eng zusammenarbeitete und später auch von 1907 bis 1928 zusammen lebte.

## Leben
Gemeinsam begannen sie 1885 mit der Keramikarbeit bei G. Eifrig in „Københavns Lervarefabrik“ (deutsch Kopenhagener Töpferei) in Valby, wo Thorvald Bindesbøll (1800–1856) und die Brüder Joakim Skovgaard und Niels Skovgaard arbeiteten. 1886 kamen sie zur Porzellanfabrik Bing & Grøndahl, um die Unterglasurdekorationen auf Pietro Krohns „Reiherservice“ (dänisch Hejrestellet) auszuführen. Danach waren beide Frauen dauerhaft mit der Fabrik verbunden, wo sie sich ein Atelier teilten und in den letzten Jahren auch in einer Wohngemeinschaft lebten.
Es war damals unüblich, dass adlige Damen in einer Fabrik arbeiteten, sogar als Porzellanmaler. Es war eine Arbeit, die normalerweise von Männern erledigt wurde. Das Reiherservice war ein Welterfolg und Teil der „Nordischen Industrie-, Landwirtschafts- und Kunstausstellung“ (dänisch Den nordiske Industri-, Landbrugs- og Kunstudstilling) in Kopenhagen im Jahre 1888 und auf den Weltausstellungen in Paris 1889 und 1900.
Effie Hegermann-Lindencrone entwickelte schnell ein keramisches Talent und schuf bedeutende eigenständige Werke. Vermutlich unter dem Einfluss des Malers Jens Ferdinand Willumsen, der der Manufaktur zwischen 1897 und 1900 verbunden war, änderte sie ihren Stil in eine eher plastisch-dekorative Richtung. So fertigte sie 1898 Unikate an mit Pflanzenmotiven, die in durchbrochenem, unterglasurbemalten Porzellan nach detaillierten Skizzen auf der Grundlage von Naturstudien entstanden. Sie schuf u. a. Vasen mit Fröschen, Pilzen und Pflanzen. Die Formen der Vasen wurden durch Schnitzereien im Porzellan durchbrochen, eine Technik, die sie bis ins Extreme verwendete. Um die Jahrhundertwende begann sie mit der Arbeit an einer freieren, rein skulpturalen Form. Die Motive waren vor allem Algen, Wasserpflanzen, Vögel, Fische, Krebse und Muscheln. So entstehen 1907 Vase mit Blüten und Farnblättern, 1909 Vase mit durchbohrten Algen und 1925 Vase mit Blasenalgen und Meerespflanzen.
Im Jahr 1907 erhielt Effie Hegermann-Lindencrone das „Hirschsprung-Stipendium“ und wurde im selben Jahr Vorstandsmitglied der „Tegne- og Kunstindustriskolen for Kvinder“. Um 1917 begann sie mit einer freieren, rein skulpturalen Form zu arbeiten, insbesondere mit Algen und dergleichen als Motiv. Auf der Weltausstellung in Paris 1925 erhielt sie das „Diplôme d’honneur“ für eine Sammlung frei modellierter Porzellanskulpturen, die allgemeine Aufmerksamkeit erregten und für mehrere ausländische Kunstindustriemuseen angekauft wurden. Im Laufe der Jahre nahm sie an Ausstellungen von Bing & Grøndahl im In- und Ausland teil, an der „Dänischen Ausstellung“ in Berlin 1910–1911, der „Kvindelige Kunstneres retrospektive Udstilling“ (deutsch Weibliche Künstler Retrospektive Ausstellung) 1920 und an der „Danish National Exhibition“ (deutsch Dänische National Ausstellung), New York 1927.
Technisch und künstlerisch hat sich Effie Hegermann-Lindencrone ständig weiterentwickelt und sich unter anderem durch die Zusammenarbeit und Reisen mit ihrer Lebenspartnerin Fanny Garde inspirieren lassen, wie auf Reisen in den Jahren 1904 und 1910 nach Italien. Die Begeisterung und das Interesse an ihrer Kunst bewahrte sie sich ihr ganzes Leben lang und setzte die Experimente mit neuen Glasuren fort, obwohl ihre letzten Lebensjahre tragisch wurden. Bei der Bombardierung der französischen Schule in Frederiksberg im Jahr 1944 wurde ihre Wohnung am Maglekildevej getroffen und sie verlor all ihr Hab und Gut. Als sie nun 85 Jahre alt und bettlägerig, von einem Ingenieur aus der Porzellanmanufaktur Bing & Grøndahl besucht wurde, wollte sie nicht darüber sprechen, was passiert war, sondern nur über einige Glasuren, mit denen sie experimentiert hatten.
Effie Hegermann-Lindencrone starb 1945 und wurde auf dem Garnisonsfriedhof (dänisch Garnisons Kirkegård) in Kopenhagen begraben. Die Grabstelle ist eingeebnet worden und existiert nicht mehr.

## Auszeichnungen
- 1907: Hirschsprung Stipendium
- 1925: Diplôme d’honneur, Paris

## Galerie
Porzellan-Arbeiten von Effie Hegermann-Lindencrone

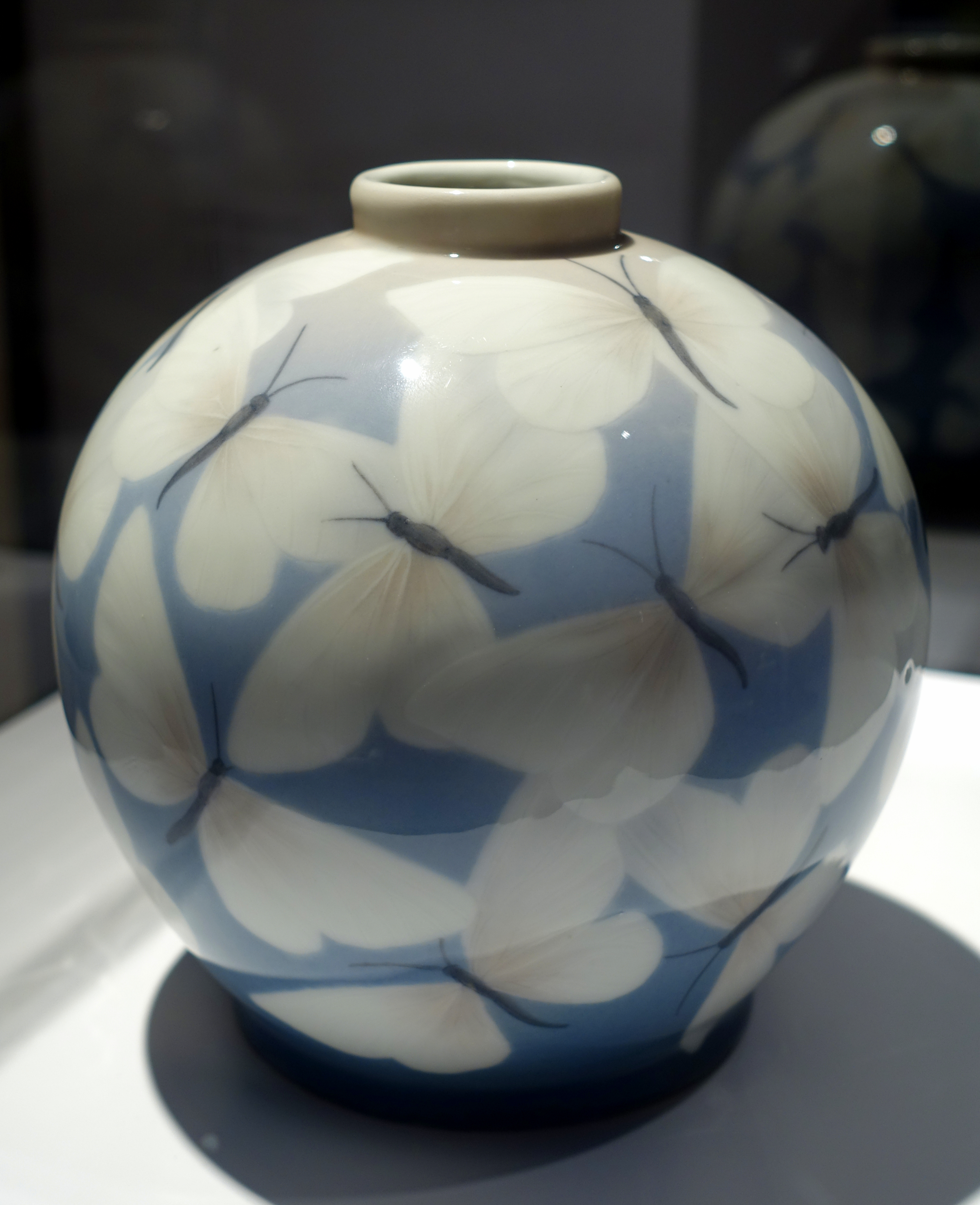
Vase mit Schmetterlingen, Design: August F. Hallin und Effie Hegermann-Lindencrone, Porzellanmanufaktur Bing & Grøndahl, 1896
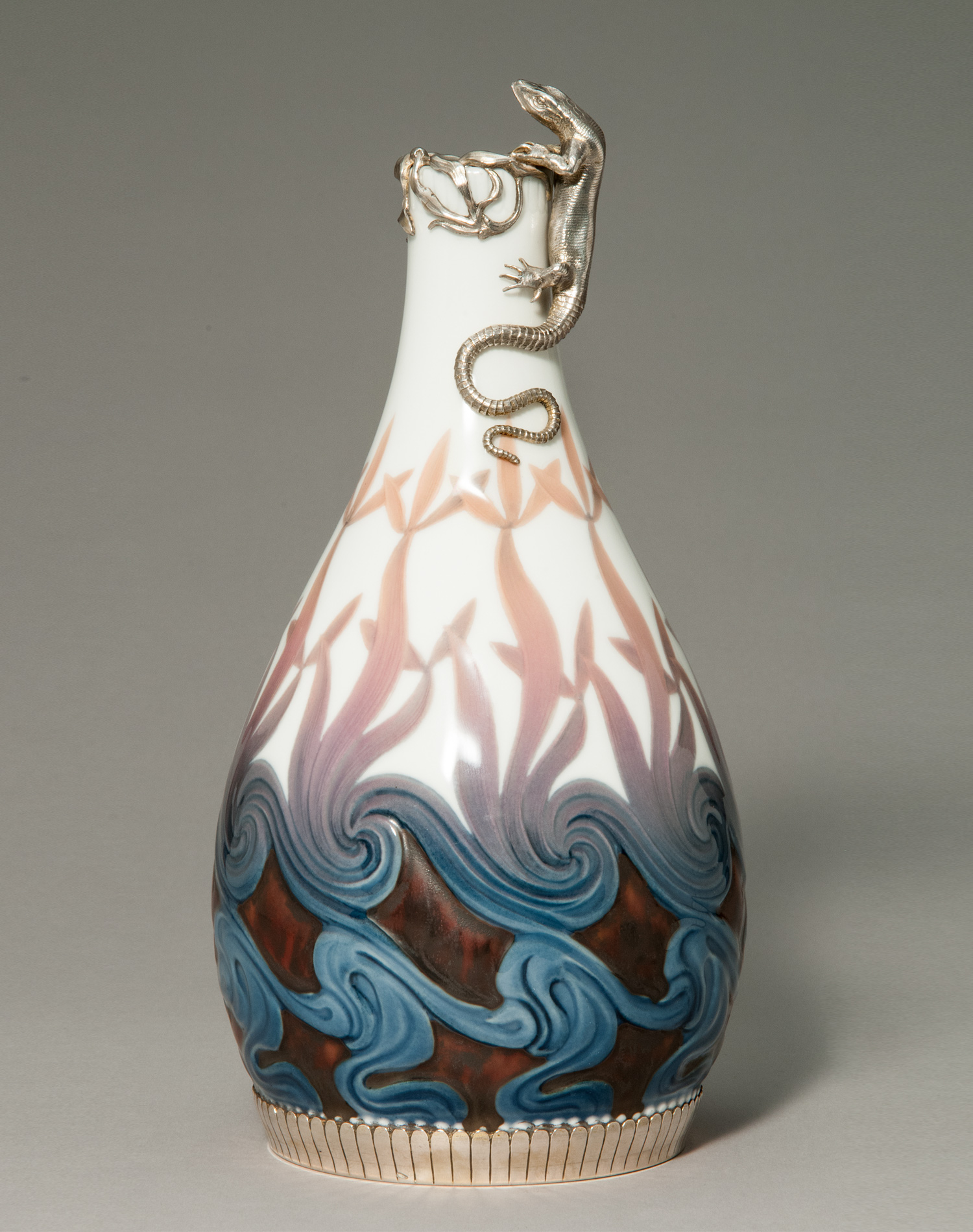
Jugendstil-Vase mit Eidechse, Porzellanmanufaktur Bing & Grøndahl, 1902
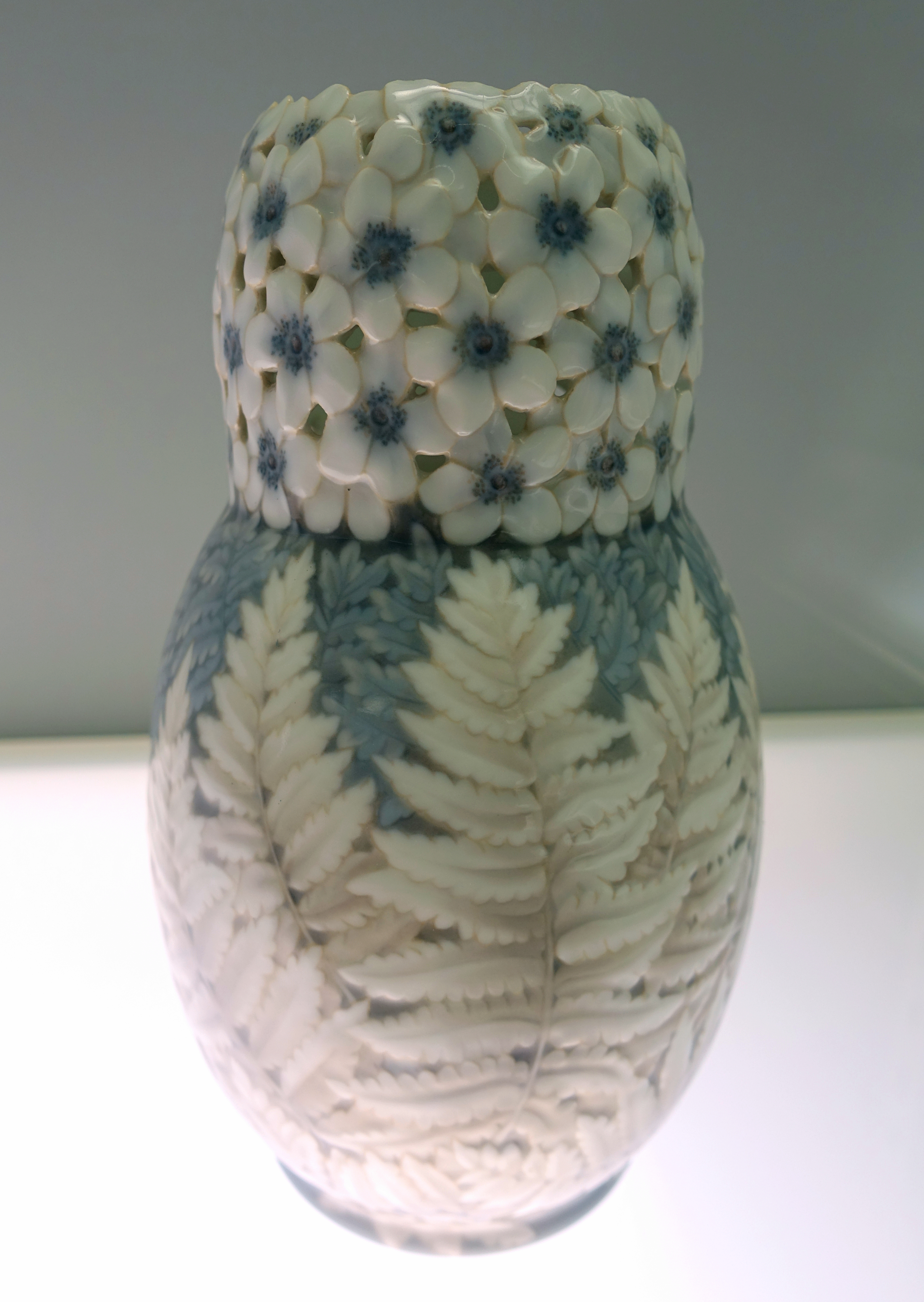
Vase mit Blüten und Farnblättern, Porzellanmanufaktur Bing & Grøndahl, 1907
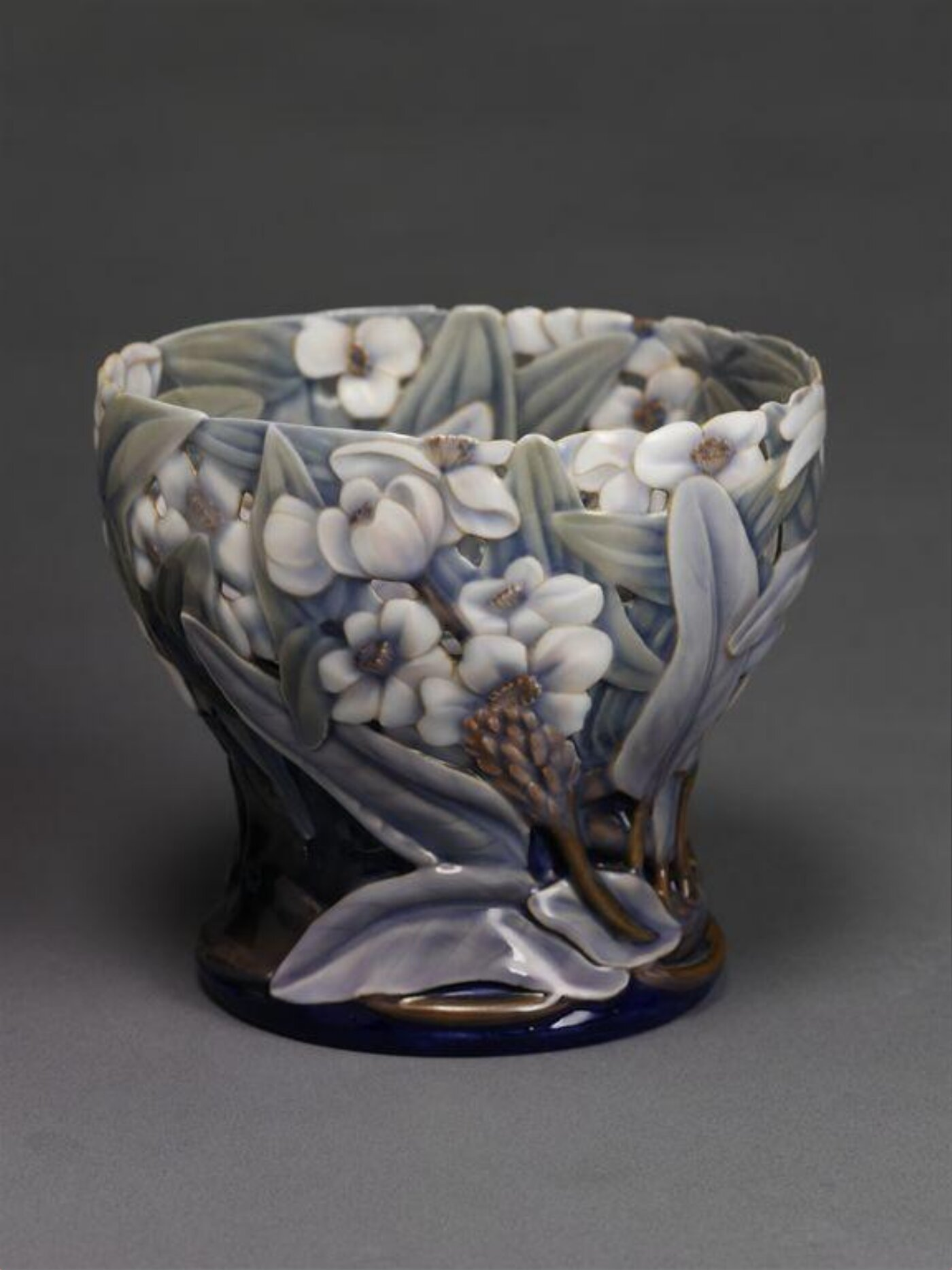
Porzellanschale mit modellierter und durchstochener Dekoration von Laub und Blüten, teilweise aquatisch und mit einer Libelle, bemalt in Unterglasurfarben, Porzellanmanufaktur Bing & Grøndahl, 1917.